# Patrice Bailly-Salins
Patrice Bailly-Salins (ur. 21 czerwca 1964 w Morez) – francuski biathlonista, dwukrotny medalista mistrzostw świata, brązowy medalista olimpijski, a także zwycięzca klasyfikacji generalnej Pucharu Świata.

## Kariera
W Pucharze Świata zadebiutował 15 grudnia 1988 roku w Les Saisies, zajmując 45. miejsce w biegu indywidualnym. Pierwsze punkty zdobył 13 grudnia 1990 roku w tej samej miejscowości, gdzie w biegu indywidualnym był osiemnasty. Na podium zawodów tego cyklu po raz pierwszy stanął 14 marca 1991 roku w Canmore, kończąc rywalizację w tej samej konkurencji na drugiej pozycji. W zawodach tych rozdzielił swego rodaka Hervé'a Flandina i Josha Thompsona z USA. W kolejnych startach jeszcze jedenaście razy plasował się w czołowej trójce, odnosząc przy tym siedem zwycięstw: 17 grudnia 1992 roku w Pokljuce, 16 grudnia 1993 roku w Pokljuce, 13 stycznia 1994 roku w Ruhpolding i 26 stycznia 1995 roku w Ruhpolding zwyciężał w biegu indywidualnym, a 12 marca 1992 roku w Fagernes, 11 grudnia 1993 roku w Bad Gastein i 18 lutego 1995 roku w Anterselvie był najlepszy w sprincie. Najlepsze wyniki osiągnął w sezonie 1993/1994, kiedy zwyciężył w klasyfikacji generalnej, wyprzedzając dwóch Niemców: Svena Fischera i Franka Lucka. W tym samym sezonie zwyciężył też w klasyfikacji biegu indywidualnego, a w klasyfikacji sprintu był drugi. Ponadto w sezonie 1991/1992 także zajął drugie miejsce w klasyfikacji sprintu.
Pierwszy medal w karierze wywalczył podczas igrzysk olimpijskich w Lillehammer w 1994 roku, gdzie reprezentacja Francji w składzie: Thierry Dusserre, Patrice Bailly-Salins, Lionel Laurent i Hervé Flandin wywalczyła brązowy medal w sztafecie. Na tej samej imprezie był też jedenasty w sprincie i trzynasty w biegu indywidualnym. Na rozgrywanych dwa lata wcześniej igrzyskach w Albertville zajął 22. miejsce w biegu indywidualnym, a w sprincie był trzydziesty. Brał też udział w igrzyskach olimpijskich w Nagano w 1998 roku, gdzie razem z kolegami z reprezentacji był siódmy w sztafecie.
Podczas rozgrywanych w 1995 roku mistrzostw świata w Anterselvie wywalczył dwa medale. Najpierw zwyciężył w sprincie, wyprzedzając Rosjanina Pawła Muslimowa i Niemca Ricco Großa. Następnie razem z Laurentem, Dusserre'em i Flandinem zajął drugie miejsce w sztafecie. Zajął tam również siódme miejsce w biegu indywidualnym. Był też między innymi piąty w sztafecie na mistrzostwach świata w Osrblie dwa lata później.
Jego żoną jest francuska biathlonistka, Sylvie Bailly-Salins.

## Osiągnięcia

### Igrzyska olimpijskie
| Rok  | Miejscowość | Konkurencje | Konkurencje | Konkurencje | Konkurencje | Konkurencje | Konkurencje | Konkurencje |
| Rok  | Miejscowość | IN          | SP          | PU          | MS          | RL          | MR          | SR          |
| ---- | ----------- | ----------- | ----------- | ----------- | ----------- | ----------- | ----------- | ----------- |
| 1992 | Albertville | 22.         | 30.         | nd.         | nd.         | –           | nd.         | –           |
| 1994 | Lillehammer | 13.         | 11.         | nd.         | nd.         | 3.          | nd.         | –           |
| 1998 | Nagano      | –           | –           | nd.         | nd.         | 7.          | nd.         | –           |

### Mistrzostwa świata
| Rok  | Miejscowość | Konkurencje | Konkurencje | Konkurencje | Konkurencje | Konkurencje | Konkurencje | Konkurencje |
| Rok  | Miejscowość | IN          | SP          | PU          | MS          | RL          | MR          | SR          |
| ---- | ----------- | ----------- | ----------- | ----------- | ----------- | ----------- | ----------- | ----------- |
| 1991 | Lahti       | 21.         | –           | nd.         | nd.         | –           | nd.         | –           |
| 1993 | Borowec     | 8.          | 66.         | nd.         | nd.         | 8.          | nd.         | –           |
| 1995 | Anterselva  | 7.          | 1.          | nd.         | nd.         | 2.          | nd.         | –           |
| 1997 | Osrblie     | 22.         | 15.         | 13.         | nd.         | 5.          | nd.         | –           |

### Puchar Świata

#### Miejsca w klasyfikacji generalnej
| Sezon     | Miejsce |
| --------- | ------- |
| 1988/1989 | -       |
| 1990/1991 | 14.     |
| 1991/1992 | 5.      |
| 1992/1993 | 4.      |
| 1993/1994 | 1.      |
| 1994/1995 | 7.      |
| 1995/1996 | 36.     |
| 1996/1997 | 18.     |
| 1997/1998 | 75.     |

#### Miejsca na podium chronologicznie
| Lp. | Dzień       | Rok  | Miejscowość | Konkurencja                | Lokata | Pudła   | Czas biegu | Strata | Zwycięzca          |
| --- | ----------- | ---- | ----------- | -------------------------- | ------ | ------- | ---------- | ------ | ------------------ |
| 1.  | 14 marca    | 1991 | Canmore     | Bieg indywidualny na 20 km | 2.     | 2       | 55:43,9    | +36,1  | Hervé Flandin      |
| 2.  | 12 marca    | 1992 | Fagernes    | Sprint na 10 km            | 1.     | 0+1     | 30:54,0    | –      | –                  |
| 3.  | 17 grudnia  | 1992 | Pokljuka    | Bieg indywidualny na 20 km | 1.     | 0+0+0+0 | 55:15,5    | –      | –                  |
| 4.  | 18 marca    | 1993 | Kontiolahti | Bieg indywidualny na 20 km | 2.     | 0+0+0+0 | 25:22,1    | +23,0  | Ludwig Gredler     |
| 5.  | 20 marca    | 1993 | Kontiolahti | Sprint na 10 km            | 2.     | 0+0     | 25:22,1    | +41,6  | Sven Fischer       |
| 6.  | 11 grudnia  | 1993 | Bad Gastein | Sprint na 10 km            | 1.     | 0+1     | 33:14,7    | –      | –                  |
| 7.  | 16 grudnia  | 1993 | Pokljuka    | Bieg indywidualny na 20 km | 1.     | 0+0+0+0 | 53:51,4    | –      | –                  |
| 8.  | 13 stycznia | 1994 | Ruhpolding  | Bieg indywidualny na 20 km | 1.     | 0+0+0+0 | 46:33,0    | –      | –                  |
| 9.  | 19 marca    | 1994 | Canmore     | Sprint na 10 km            | 3.     | 0+2     | 26:22,2    | +41,4  | Sylfest Glimsdal   |
| 10. | 19 stycznia | 1995 | Oberhof     | Bieg indywidualny na 20 km | 2.     | 0+0+0+1 | 58:55,4    | +6,1   | Wilfried Pallhuber |
| 11. | 26 stycznia | 1995 | Ruhpolding  | Bieg indywidualny na 20 km | 1.     | 0+0+0+0 | 48:56,5    | –      | –                  |
| 12. | 18 lutego   | 1995 | Anterselva  | Sprint na 10 km            | 1.     | 0+1     | 29:23,8    | –      | –                  |